# ポンピドゥー・センター
ジョルジュ・ポンピドゥー国立芸術文化センター (ジョルジュ・ポンピドゥーこくりつげいじゅつぶんかセンター、Centre national d’art et de culture Georges Pompidou (CNAC-GP); 通称「ポンピドゥー・センター (Centre Pompidou)」) は、パリ4区のサン＝メリ地区にある総合文化施設である。1969年に、近代芸術の愛好家でもあったジョルジュ・ポンピドゥー大統領 (1969-1974) が、首都パリの中心部に造形芸術のほか、デザイン、音楽、映画関連の施設および図書館を含む近現代芸術拠点を設ける構想を発表。1977年にヴァレリー・ジスカール・デスタン大統領により落成式が行われた。設計を手がけたのは建築家レンゾ・ピアノ、リチャード・ロジャースおよびチャンフランコ・フランキーニである。当初は、デザインが斬新すぎて歴史ある建物が立ち並ぶパリの美観を損ねるなどの批判があったが、レンゾ・ピアノは「いかめしい文化施設のイメージを破壊したかった。これは芸術と人間のこの上なく自由な関係の夢であり、同時にまた、街の息吹が感じられる場である」と語った。
ポンピドゥー・センターは、主に公共情報図書館（フランス式の階数表示〔日本に於ける地上1階を0階として数える〕1階から3階）、国立近代美術館・産業創造センター（4階から6階）、映画館、多目的ホール、会議室、アトリエ・ブランクーシ、カンディンスキー図書館および国立音響音楽研究所 (IRCAM) により構成される。
国立近代美術館は、ピカソ、カンディンスキー、マティス、シャガール、レジェ、ミロ、ダリ、デュビュッフェ、ウォーホル、モンドリアン、ニキ・ド・サンファルなどの作品をはじめとする100,000点以上の作品を所蔵し、近現代美術のコレクションとしては欧州最大、世界的にもニューヨーク近代美術館 (MoMA) に次いで第二の規模である。
2016年のポンピドゥー・センターの来館者数は、美術館と図書館だけでも330万人以上に達した。
2010年、ポンピドゥー・センターの分館としてポンピドゥー・センター・メスが開館した。設計は、日本人建築家坂茂、フランス人建築家ジャン・ド・ガスティーヌ、英国人建築家フィリップ・グムチジャンが共同で手がけた。

## 概要（構造・組織）

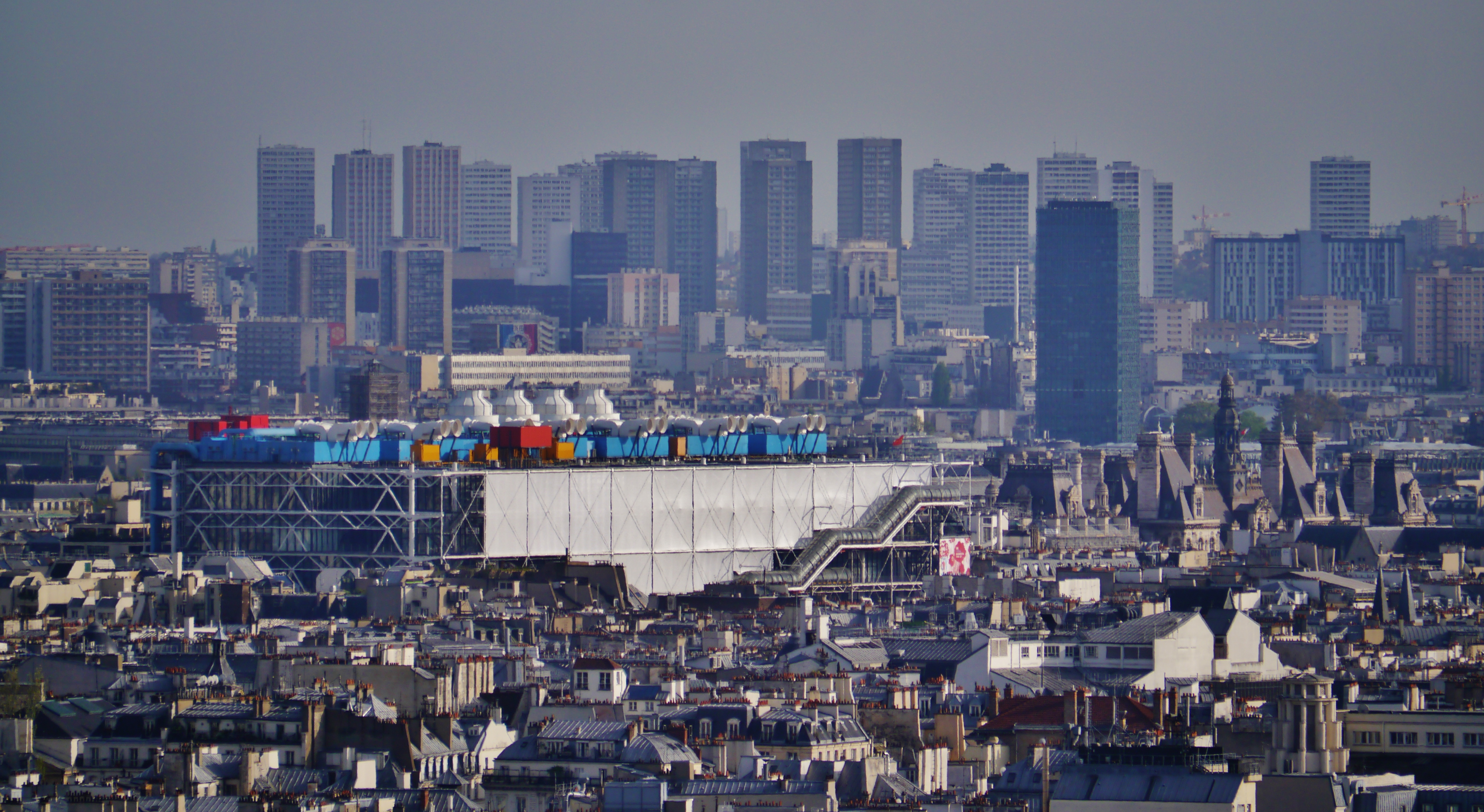
ポンピドゥー・センターの外観

### 構造
7階建て（＋地下3階）のポンピドゥー・センター（延床面積103,305 m²）は、公共情報図書館（BPI; 10,400 m²; 1階から3階まで）、国立近代美術館（MNAM; 常設展12,210 m², 企画展5,900 m²; 4階から6階まで）、レストラン、カフェを含む屋上、2つの映画館（それぞれ315席、144席）、多目的ホール（384席）、会議室（158席）により構成され、さらに附属施設として敷地内に国立音響音楽研究所 (IRCAM) がある。
階段・エスカレーターの踊り場は展望スペース「パリの眺め (VUE DE PARIS)」に通じ、「子供のアトリエ」などもある。
1992年に、インダストリアル・デザインに関するフランス文化機関「産業創造センター(CCI)」が国立近代美術館に統合され、1997年には、彫刻家コンスタンティン・ブランクーシにより寄贈されたアトリエ (600 m²) がレンゾ・ピアノによりポンピドゥー・センター広場内に再建された（アトリエ・ブランクーシ）。
また、2002年には視覚芸術を中心とする20～21世紀の芸術専門の「カンディンスキー図書館 (2,600 m²)」が完成した。
なお、ポンピドゥー・センターとサン＝メリ教会に挟まれ、国立音響音楽研究所の入口があるストラヴィンスキー広場の池には、「ストラヴィンスキーの噴水」または「自動人形の噴水」と題するジャン・ティンゲリーとニキ・ド・サンファルの作品がある。
0階には、チケット売り場、クロークのほか、フォーラム、書店「フラマリオン」、子供のアトリエなどがある。
公共情報図書館
建物1階の3分の1、中二階、2階、3階を占める。入口はセンター背面のボーブール通りにある。閲覧室、自習室、視聴覚室を備え、蔵書は36万冊。視聴覚材も充実している。現代美術研究者のためのカンディンスキー図書館を含む。
国立近代美術館・産業創造センター
1750年に設立されたリュクサンブール美術館の所蔵品の一部を受け継ぎ、1937年のパリ万国博覧会の際にパレ・ド・トーキョーにパリ市立近代美術館と併設。1947年、正式に開館。1977年にポンピドゥー・センターに移動。所蔵作品10万点以上。通常、常設展は4階および5階だが、企画展の規模・内容により変更される場合がある。
なお、散逸した松方コレクションのうち、第二次世界大戦フランスに留め置かれた作品の一部をポンピドゥー・センター国立近代美術館が所蔵している。
企画展
通常、6階および中二階の一部に展示。以下の「主な企画展」を参照のこと。
映画館・多目的ホール
実験映画を中心に一般の映画館ではめったに上映されない映画、監督ごとの特集映画（たとえば、2018年8月現在は河瀬直美*、イサキ・ラクエスタ）、ビデオなどを上映。
国立音響音楽研究所
音楽および音響に関する制作部門、研究部門、教育部門から成る研究所。

### 建築物
| 建築物全体の寸法・土木/建築資材 | 建築物全体の寸法・土木/建築資材          | 建築物全体の寸法・土木/建築資材 | 建築物全体の寸法・土木/建築資材 |
| ------------------------------- | ---------------------------------------- | ------------------------------- | ------------------------------- |
| 敷地面積                        | 2 ha                                     | ― 資材 ―                        | ― 資材 ―                        |
| 地上階                          | 7階建て                                  | 土木工事                        | 300,000 m³                      |
| 延床面積                        | 103,305 m²                               | 鉄筋コンクリート                | 50,000 m³                       |
| 高さ                            | 42 m (ボーブール通り側), 45.5 m (広場側) | 鉄骨の枠組み                    | 15,000 t                        |
| 幅                              | 166 m                                    | ファサード ガラス               | 11,000 m²                       |
| 奥行き                          | 60 m                                     | ファサード その他               | 7,000 m²                        |
| 地階                            | 3階（高さ18 m; 幅180 m; 奥行き110 m）    |                                 |                                 |

### 組織運営

国立音響音楽研究所 (IRCAM)

ポンピドゥー・センターは、各省庁が所管する高等教育機関などと同様に「行政的性格を有する公施設法人（EPA）」――国家により当該施設に関する公共政策の策定と実施を全面的または部分的に委託された法人――であり、したがって、国の補助金と独自の財源（入場料、提携、メセナ等）により運営されている。理事会は、国の代表、国会議員、パリ市長、専門家らにより構成される。
ポンピドゥー・センターの会長（任期5年）は、文化相が推薦し、共和国大統領が任命する。現在の会長はセルジュ・ラヴィーニュである。
ポンピドゥー・センターは国立近代美術館・産業創造センター (MNAM-CCI) 部門、文化推進部門 (DDC) および各管理部門により構成され、国立近代美術館・産業創造センター部門には、近代芸術、現代芸術、グラフィック・アート、写真、実験映画、ニューメディア、作品収集、作品修復などの分野がある。

## 歴史

### 国立近代美術館
国立近代美術館の起源は、1750年にルイ15世がフランス最初の美術館として設立したリュクサンブール美術館に遡る。1818年にリュクサンブール美術館の所蔵品のうち没後10年を経た画家の作品をルーブル美術館に移動し、さらに、1922年には外国人画家の作品をジュ・ド・ポーム国立美術館に移動して特別室を設置した。また、1886年にはリュクサンブール美術館の別館も建てられたが、いずれの美術館も手狭になり、新たに近代美術館を設立する必要があった。このとき、リュクサンブール美術館の学芸員であった美術史家のルイ・オートクールが新しいパリ市立近代美術館の設立を提案し、一方で、フランス政府も、王室の絨毯を製造していたサヴォヌリー工場の跡地に国立近代美術館を建てる計画を発表したため、結局、1937年のパリ万国博覧会に合わせて建設する建物にパリ市立近代美術館と国立近代美術館を併設することになった。この建物が現在のパレ・ド・トーキョーである。ただし、第二次世界大戦中は所蔵品を地方に移動して保管していたため、国立近代美術館が正式に開館したのは1947年6月9日であった。

### ジョルジュ・ポンピドゥーの構想

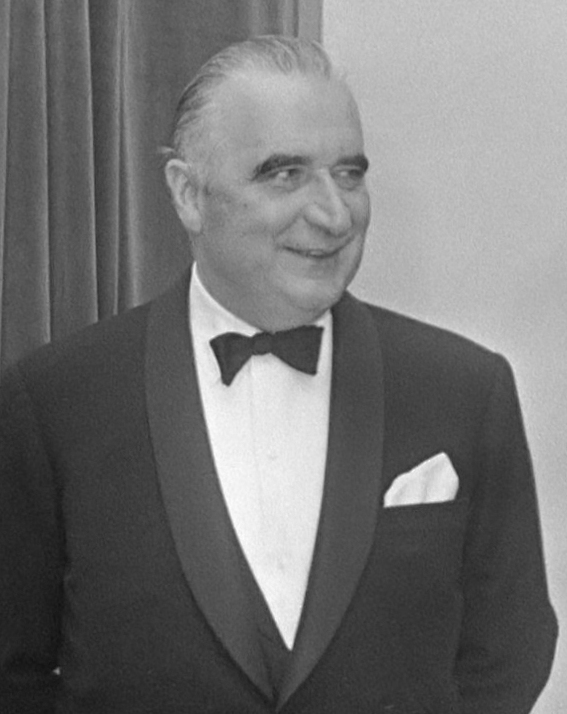
ジョルジュ・ポンピドゥー大統領 (1969)

最初に「20世紀の美術館」という構想を打ち出したのは、「空想美術館」という概念を提唱し、ド・ゴール政権下で文化担当国務大臣を務めたアンドレ・マルローであった。実際、マルロー文化相 (1960-1969) は建築家ル・コルビュジエ (1887-1965) にこのプロジェクトを一任し、ル・コルビュジエは螺旋状の建物を設計していたが、1965年の急死により、結局、このプロジェクトは実現を見なかった。
1969年、大統領に就任したジョルジュ・ポンピドゥーが、首都パリの中心部に造形芸術のほか、デザイン、音楽、映画関連の施設を含む近現代芸術拠点を設ける構想を発表した。目的は、1) 特に1960年代に世界の芸術の中心地がパリからニューヨークに移ったため、こうした衰退に歯止めをかけ、現代芸術の中心地としてのパリの地位を取り戻すこと、2) 世界に開かれた芸術創造の場を提供し、分野横断的な新たな芸術表現を可能にすること、3) 国が最新の芸術動向と一般大衆をつなぐ仲介役となること、4) パリに20世紀後半の建築を代表するモニュメントを建てることなどであった。ポンピドゥー大統領のこの構想は、高級芸術（ハイアート）と大衆芸術（ロウアート）、文化の中央集権化と地方分散化などの観点から論争を巻き起こした。同じくポンピドゥー大統領の意思により、1972年にグラン・パレで「芸術の力」と題するフランス現代美術の大規模な企画展が開催されたときにも同様の論争が起こり、多くの芸術家が国家権力による芸術活動への介入を批判した。

### 国立図書館
一方、フランス国立図書館（現リシュリュー館; 新館のフランソワ・ミッテラン館は1994年に完成）も手狭になり、1966年に新しい国立図書館を建てる計画が発表された。候補地はレ・アルのパリ中央市場の跡地であった。この市場は、1866年にナポレオン3世時代のパリ市長であったジョルジュ＝ウジェーヌ・オスマンの都市改造計画の一環として、ヴィクトール・バルタールの設計により建てられたが、1959年に中央市場の移転計画が発表され、1969年にパリ市南部、オルリー空港近くのランジスの町に移転した後、1971年に旧市場が解体された。だが、最終的には、1968年にパリ議会が、パリ市が管轄するボーブール地区に国立図書館を建てることを承諾した。

### 最終計画
こうした経緯から、翌1969年にポンピドゥー大統領が近現代芸術拠点を設ける構想を発表したときにはボーブール地区を候補地に挙げていたが、同地区は国立図書館の建設予定地であったため、翌1970年にあらためて美術館を含む総合文化施設に国立図書館を併設する計画を発表し、これにより「図書館を利用する何千人もの人々が、同時に芸術に接することができる」と説明した。
当初、この総合文化施設には国立近代美術館、国立図書館およびパリ装飾芸術美術館のフランソワ・マテイ館長が創設した産業創造センターを含める予定であったが、ポンピドゥー大統領は1971年にこれに音楽創造センターを加えると発表し、作曲家のピエール・ブーレーズをこのプロジェクトの責任者に任命した。これが現在の国立音響音楽研究所 (IRCAM) である。なお、当初の計画になかったこの研究所を建設するために、サン・メリ教会に隣接するサン・メリ小学校をルナール通りに移転しなければならなかった。
この計画はこの後もさらに練り直しが必要であった。国立近代美術館は文化省、国立図書館は国家教育省の管轄であり、音楽家の間でも国の政策について意見の対立があったからである。併せて、この事業は、1968年の五月革命の影響を受けて、国の文化政策を問い直す新たな挑戦であった。

### 国際建築設計コンペティション・経営委員会
1970年8月26日、閣議により国務院評定官のロベール・ボルダスが「ボーブール地区センター実現のための代表」に任命され、国際建築設計コンペティションを開催し、ボーブール地区センターの建設を管理するための委員会を立ち上げた。設計コンペの審査委員長を務めたのは建築家のジャン・プルーヴェ (1901-1984) であった。1971年7月15日、応募作品数681点からレンゾ・ピアノ、リチャード・ロジャースおよびジャンフランコ・フランキーニのプロジェクトが選出された。ピーター・ライスがディレクターを務めるアラップ社のパートナーであった3人は、早速、ボルダス委員会事務局が入った建物内に事務所を構えた。
1972年1月、ロベール・ボルダスが「ボーブール・センター公施設法人」の代表に任命され、後に同センターの文化活動を担うことになった人材（＝実現者）を集めて「実現者委員会」を設置した。この「実現者委員会」はセンター完成後に「経営委員会」に移行した。
ポントゥス・フルテンが3年契約により国立近代美術館の館長に任命された。ジェルマン・ヴィアットはフルテンの補佐として、現代的かつ国際的な新美術館構想を担当した。公共情報図書館の初代館長ジャン＝ピエール・セガンは既に1967年から本プロジェクトの実施責任者であった。フランソワ・マテイは1968年に創設した産業創造センターの会長として参加した。
1973年3月20日、閣議により数年にわたる事業計画と予算案が承認され、これにより、文化省の経常予算のほか、特別基金が設定された。
さらに、「ジョルジュ・ポンピドゥー国立文化芸術センターの設立に関する1975年1月3日付法律第75-1号」により、正式名称が決定した。

### 落成
1977年4月2日、ヴァレリー・ジスカール・デスタン大統領によりジョルジュ・ポンピドゥー国立文化芸術センターの落成式が行われ、ポンピドゥー元大統領夫人クロード・ポンピドゥー（ポンピドゥー元大統領は完成を見ることなく1974年4月2日に死去した）、レイモン・バール首相ら多くの著名人が出席した。

## 評価

### 建設時の批判

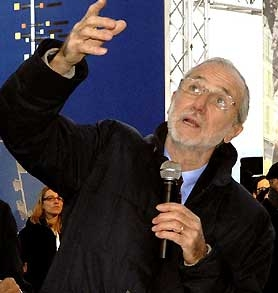
建築家レンゾ・ピアノ

建設当時、パリでは歴史街区の保存が課題になっており、ポンピドゥ・センターの過激なデザインは一部のパリ市民から非難を浴びた。
建物外側に工事現場の足場のように鉄骨を組み立て、ここに電気、水道、空調の配管設備、階段、エスカレーターなどを配した斬新なデザインは物議を醸し、「パリの美観を損なう前衛芸術」、「配管設備のノートルダム」、「芸術の倉庫」、「ガス工場」、「石油精製工場」「文化のがらくた置き場」、またはアクアリウム、プラネタリウムをもじって「ポンピドリウム」などと批判された。ジャン・ボードリヤールは『ボーブール効果』のなかで「文化のハイパーマーケット」と形容した。

ボーブール通り

これらの設備はカラーコードで示され、青は空気の流れ（空調）、緑は水の流れ（水道）、黄色は電気の流れ、そして赤は人の流れ（階段、エスカレーター）を表わしている。
レンゾ・ピアノは「いかめしい文化施設（建築物）のイメージを破壊したかった。これは芸術と人間のこの上なく自由な関係の夢であり、同時にまた、街の息吹が感じられる場である」と語った。

### 完成後
ポンピドゥー・センター開館後、この地区には画廊、商店、レストランなどが進出してファッショナブルな街並みとなった。
当初は1日5千人の来館者を予定していたが、実際にはこの4倍の2万人に達し、開館8年後の1985年には所蔵品が2倍に増えたため、イタリア人建築家ガエ・アウレンティにより美術館全体が改装され、現代芸術の展示面積が3倍になった。
1992年には、「産業創造センター」が国立近代美術館に統合され、同センターのインダストリアル・デザイン関連の作品が美術館に収蔵された。
ポンピドゥー・センターの入館者数は2000年代には年間数百万人となり、エッフェル塔やヴェルサイユ宮殿を追い抜いてヨーロッパで最も人を集める施設となっている。

## 規模の拡張と改修

### 1990年代
開館20周年の1997年にいったん閉館し、事務所を移転した後に美術館と図書館の面積を広げ、配管設備を移設するなど、建築家レンゾ・ピアノとジャン＝フランソワ・ボダンを中心に27か月にわたる工事が行われた。2000年1月1日に再開した後も、さらに展示面積を広げ、2003年に1階南側に面積315 m²の展示室「エスパス315」を設置した。マルセル・デュシャン賞の受賞作品はこの「エスパス315」に展示される。

### 2020年代
ポンピドゥー・センターは2023年末から27年まで全面改修工事のため一時閉鎖となる。この改修工事で改装のほか、アスベスト（石綿）の完全除去、建物のエネルギー効率化やバリアフリー化が行われる。予算は約2億ユーロである。

## 主な企画展
ポンピドゥー・センターに移転するまでの国立近代美術館、産業創造センターにおける企画展を含むすべての企画展 (2003年まで) については、EXPOSITIONS DU CENTRE POMPIDOU : REPORTAGES EN ARGENTIQUE (1953-2003) に記載されている。
- パリ - ニューヨーク 1908-1968 (1977)
- パリ - ベルリン 関係と対照 (1978)
- アンリ・ミショー (1978)
- サルバドール・ダリ (1979)
- パリ - モスクワ 1900-1930 (1979)
- パリ - パリ フランスにおける創造 1937-1957 (1981)
- ジョルジュ・ブラック ― パピエ・コレ (1982)
- ジャクソン・ポロック (1982)
- ピエール・ボナール (1984)
- ワシリー・カンディンスキー (1984)
- 紙に描かれた作品 マルク・シャガール展 (1984)
- パウル・クレーと音楽 (1985)
- ウィーン ― 世紀の始まり (1986)
- サイ・トゥオンブリー (1988)
- フランク・ステラ (1988)
- 大地の魔術師たち (アフリカ芸術やアジア芸術などの非西洋美術と西洋の現代美術を並列した展覧会[50]; 1989)
- アンディ・ウォーホル (1990)
- マックス・エルンスト (1991)
- マニフェスト ― 創造の30年を一望する1960-1990 (1992)
- アンリ・マティス (1993)
- ヨーゼフ・ボイス (1994)
- クルト・シュヴィッタース (1994)
- コンスタンティン・ブランクーシ (1995)
- ロバート・モリス (1995)
- フランシス・ベーコン (1996)
- アルテ・ポーヴェラ (1996)
- フェルナン・レジェ (1997)
- メイド・イン・フランス (1997)
- デイヴィッド・ホックニー (1998)
- フィリップ・ガストン（英語版）(2000)
- 彫刻家ピカソ (2000)
- ジャン・デュビュッフェ (2001)
- シュルレアリズム革命 (2002)
- ロラン・バルト (2002)
- マックス・ベックマン (2002)
- ニコラ・ド・スタール (2003)
- ソフィー・カル(2003)
- ジャン・コクトー (2003)
- ジョアン・ミロ (2004)
- ダダイズム (2005)
- シャルロット・ペリアン (2005)
- ロバート・ラウシェンバーグ (2006)
- ジャン＝リュック・ゴダール (2006)
- イヴ・クライン (2006)
- エルジェ (2006)
- アネット・メサジェ (2007)
- リチャード・ロジャース (2007)
- サミュエル・ベケット (2007)
- フリオ・ゴンサレス (2007)
- アルベルト・ジャコメッティ (2007)
- ルイーズ・ブルジョワ (2008)
- タチアナ・トゥルーヴェ（フランス語版）(2008)
- ドミニク・ペロー (2008)
- パリの未来派 (2008-2009)
- elles@centrepompidou (女性アーティストの特集; 2009-2011)
- アレクサンダー・カルダー (2009)
- ワシリー・カンディンスキー (2009)
- ピエール・スーラージュ (2009)
- グドムンドゥル・エロ（フランス語版）
- ドリームランド (2010)
- エドヴァルド・ムンク (2011)
- パリ - デリー - ムンバイ... (2011)
- 生の舞踏 ― 1900年以降の芸術と舞踏 (2011-2012)
- アンリ・マティス (2012)
- ロイ・リキテンスタイン (2013)
- ピエール・ユイグ（フランス語版） (2013-2014)
- アンリ・カルティエ＝ブレッソン (2014)
- マルセル・デュシャン (2014)
- パウル・クレー (2016)
- ビート・ジェネレーション (2016)
- ウォーカー・エバンス (2017)
- アンドレ・ドラン (2017)
- 池田亮司 (2018)*
- 安藤忠雄 (2018)*

* 日本とフランスの両国が連携し、「芸術の都フランス・パリを中心に《世界にまだ知られていない日本文化の魅力》を紹介する大規模な複合型文化芸術イベント『ジャポニスム 2018：響きあう魂』」の一貫として、ポンピドゥー・センターでは「池田亮司 | continuum」展 (2018年6月15日 - 8月27日)、「安藤忠雄 挑戦」展 (2018年10月10日 - 12月31日)、上記の「河瀨直美監督特集 特別展・特集上映 (2018年11月23日 - 2019年1月6日) のほか、「ジャポニスム2018 テクノ・イベント テクノ・コンサート (2018年9月28日)」、「現代演劇シリーズ―岡田利規演出 『三月の5日間』リクリエーション、『プラータナー：憑依のポートレート』(2018年10月17日 - 20日; 2018年12月13日 - 16日)」、「現代演劇シリーズ――木ノ下裕一監修・補綴　杉原邦生演出・美術　木ノ下歌舞伎『勧進帳』(2018年11月1日 - 3日)」を開催。

## ポンピドゥー・センターの国内外の展開
2010年、ポンピドゥー・センターの分館としてフランス北東部のメス市にポンピドゥー・センター・メスが開館した。設計は、日本人建築家坂茂、フランス人建築家ジャン・ド・ガスティーヌ、英国人建築家フィリップ・グムチジャンが共同で手がけた。なお、ポンピドー・センター・メスを設計するために、ポンピドー・センターのテラスに「紙の仮設スタジオ」を設置。日仏の学生が協力して建設した。
2011年から2013年にかけて、フランス各地――ショーモン、カンブレー、ブローニュ＝シュル＝メール、リブルヌ、ル・アーヴル、オーバーニュ――でそれぞれ4か月程度、国立近代美術館の所蔵作品を紹介する企画展「移動ポンピドゥー・センター」が開催された。
スペインのマラガに「マラガ・ポンピドゥー・センター」が設立され、2015年3月28日にマリアーノ・ラホイ首相とフランスのフルール・ペルラン文化相により開館式が行われた。これは更新可能な5年間契約による最初の「臨時ポンピドゥー・センター」であり、面積6,300 m²の美術館に約70点の作品が展示されている。
2016年9月29日、ポンピドゥー・センターとブリュッセル首都圏地域は2020年にブリュッセルに設立される近現代芸術・建築美術館に関する契約を締結した。1930年代以降、シトロエン車庫・修理工場であった30,000 m²のアール・デコ様式の建物をブリュッセル首都圏地域が買い取り、開館後はここに国立近代美術館の所蔵作品の一部を展示する予定である。
日本では、1997年9月20日から12月14日まで東京都現代美術館で「ポンピドー・コレクション展」が開催され、2007年2月7日から5月7日まで同年1月に開館した国立新美術館で「異邦人（エトランジェ）たちのパリ 1900-2005」が開催された。

## その他の作品でのポンピドゥー・センター

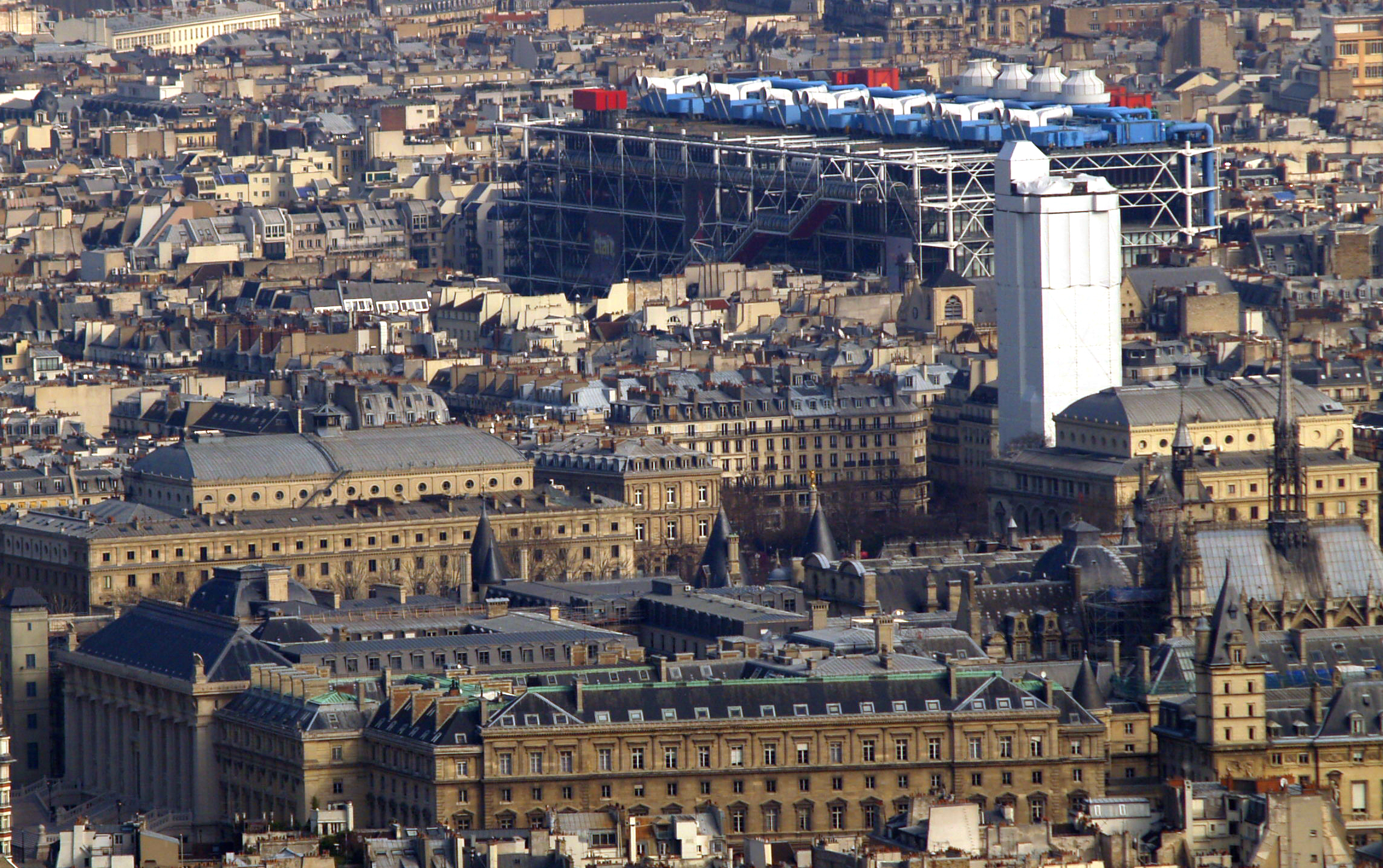
トゥール・モンパルナスから見たポンピドゥー・センター周辺の風景

- 1986年、チック・コリア・エレクトリック・バンドの曲 "Elektric City" のビデオ・クリップの撮影がここで行なわれている[61]。
- 6人の監督による6つの建築についてのオムニバスのドキュメンタリー3D映画『もしも建物が話せたら』の一話としてカリム・アイノズ監督が『ポンピドゥー・センター』を制作した[62]。
- フランスの絵本作品『リサとガスパール』では、主人公のリサがポンピドゥー・センターのパイプ内に住んでいるという設定である。
- ナイキ エアマックスの衝撃吸収システム「ビジブルエア」(エアが「見える」) はポンピドゥー・センターに着想を得たものである[63]。